# فرودگاه بریلی

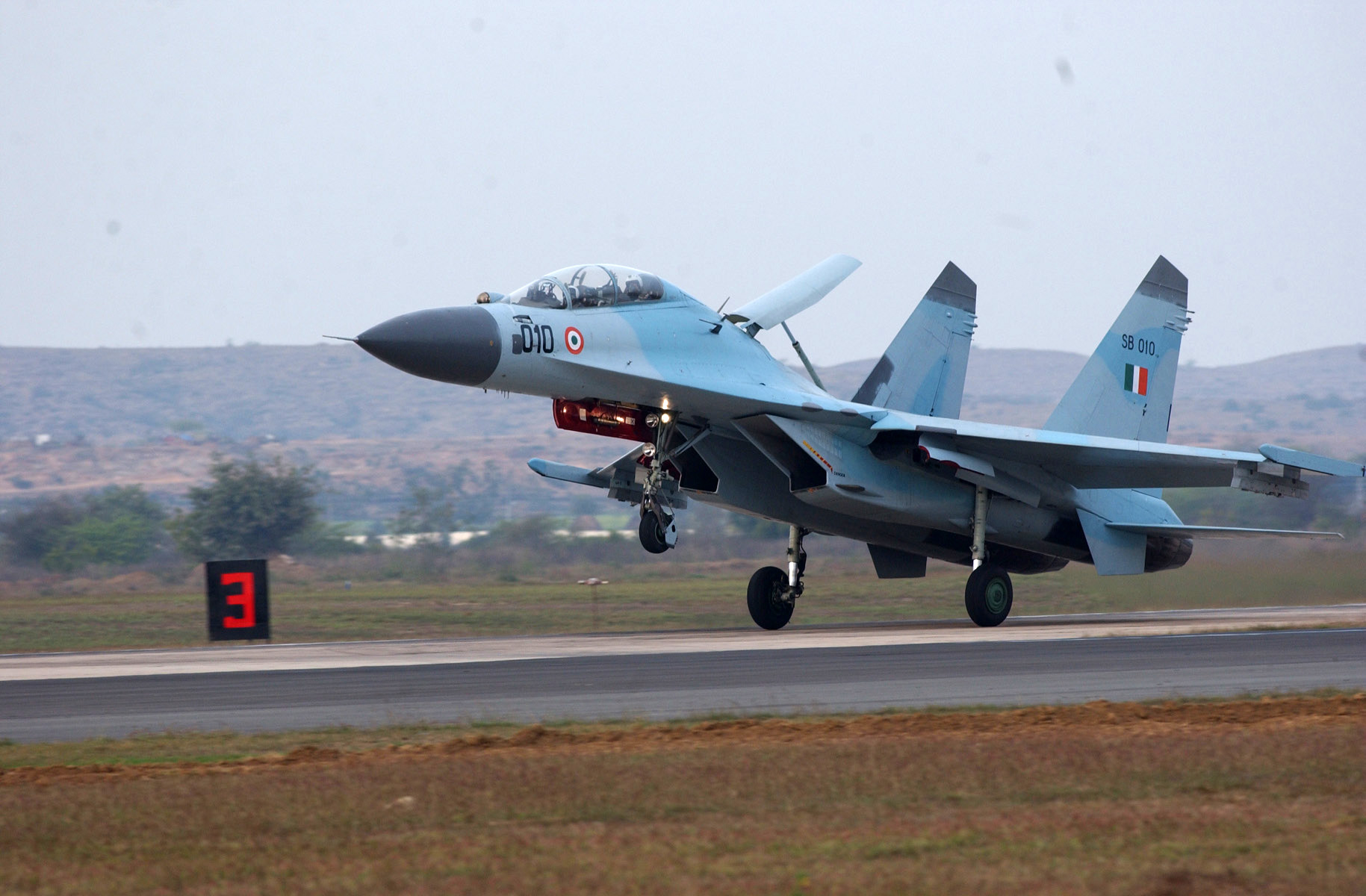

فرودگاه بریلی (به انگلیسی: Bareilly Airport) (به زبان بومی: बरेली एयरपोर्ट) یک فرودگاه نظامی و همگانی است که یک باند فرود بتن دارد. این فرودگاه در کشور هند قرار دارد .
هندوستان در این پایگاه، دارای یک آشیانه زیرزمینی بتونی برای حفاظت از جنگنده‌هایش است.